# Base Sóyuz
La Base Sóyuz (en ruso:База Союз, que significa Unión) es una estación científica de verano de Rusia, heredada de la Unión Soviética en 1991. Está situada a orillas del lago Beaver, a 260 km de la bahía de Prydz en la costa Lars Christensen de la Tierra de Mac. Robertson en la Antártida Oriental.
La estación estaba destinada a la investigación geológica y geofísica de las montañas Príncipe Carlos en temporada de verano. Regularmente también se llevaban a cabo investigaciones meteorológicas, principalmente para ayuda a la aviación. Fue cerrada el 28 de febrero de 1989. Desde la más accesible Base Drúzhnaya 4, ubicada en la costa, se proporcionaba apoyo logístico para la estación Sóyuz.
A partir de 2007 se planeó retomar el trabajo en la base, luego de que se hicieran algunos trabajos de reacondicionamiento en el verano 2006-2007. El sitio de la Comnap la reporta como base de verano en 2014.